# مرکز کنترل و منع تکثیر تسلیحات
مرکز کنترل و منع تکثیر تسلیحات (به انگلیسی: Center for Arms Control and Non-Proliferation) یک سازمان حمایت از منع تکثیر تسلیحات کشتار جمعی در آمریکا است.
این سازمان در واشینگتن دی سی مستقر بوده و توسط فیزیکدان برجسته لئو زیلارد در سال ۱۹۶۲ بنیان گذارده شد.